# Tirtoyudo
Tirtoyudo is een bestuurslaag in het regentschap Malang van de provincie Oost-Java, Indonesië. Tirtoyudo telt 5560 inwoners (volkstelling 2010).